# Roman Dmitrijev
Roman Michajlovič Dmitrijev (rusky Роман Михайлович Дмитриев, 7. března 1949 Bestjach, SSSR – 11. února 2010 Moskva, Rusko) byl sovětský zápasník, volnostylař.
Dvakrát startoval na olympijských hrách, v roce 1972 v Mnichově vybojoval zlatou, v roce 1976 v Montrealu stříbrnou medaili. Jednu zlatou, jednu stříbrnou a dvě bronzové medaile vybojoval na mistrovství světa. Jedenkrát vybojoval zlato a jedenkrát bronz na mistrovství Evropy. Šestkrát vybojoval titul Sovětského šampióna.
Po ukončení aktivní sportovní kariéry působil jako trenér sovětské reprezentace, později pak juniorské ruské reprezentace. Byl také činný na různých postech ruské federace zápasu. V roce 2008 byl zvolen do dumy republiky Sacha.